# Karl Pearson
Karl Pearson, angleški matematik in statistik, * 27. marec 1857, Islington (London), Anglija, Združeno kraljestvo, † 27. april 1936, Coldharbour, grofija Surrey, Anglija, Združeno kraljestvo.
Pearson je eden izmed utemeljiteljev sodobne statistike, katere razvoj je bil v razmahu konec 19. stoletja in pri katerem je dominiral prav Pearson. Leta 1911 je ustanovil prvi univerzitetni oddelek za statistiko na Univerzitetnem kolidžu v Londonu (University College London). Bil je Galtonov študent.
Pearsonovo delo na področju statistike je bilo vsestransko in je vsebovalo polja biologije, epidemiologije, antropometrije, medicine in socialne zgodovine. Leta 1901 je skupaj z Weldonom in Galtonom začel izdajati dnevnik Biometrika, katerega namen je bil razvoj statistične teorije.
Njegova zapuščina je vidna v mnogih klasičnih statističnih metodah, ki jih redno uporabljajo današnji statistiki. Tako je razvil linearno regresijo in korelacijo (Pearsonov koeficient korelacije, ki ga je sicer prvi uporabljal Galton), razvrstitev porazdelitve in Pearsonov test χ² (hi-kvadrat).
1. 1 2  data.bnf.fr: platforma za odprte podatke — 2011.
2. 1 2  MacTutor History of Mathematics archive — 1994.
3. 1 2  Пирсон Карл // Большая советская энциклопедия: [в 30 т.] — 3-е изд. — Moskva: Советская энциклопедия, 1969.